# Tramwaje w Montpellier

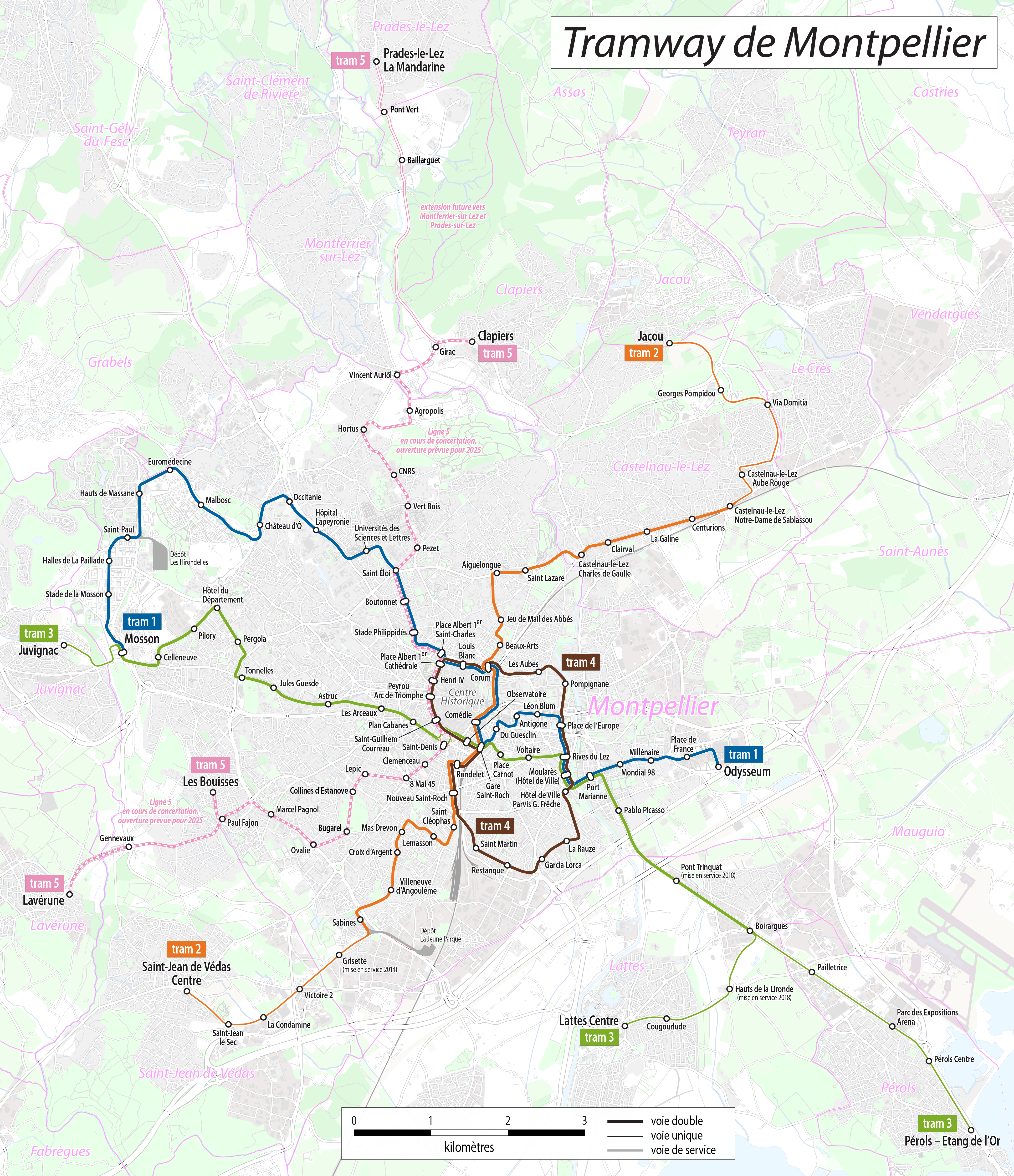
Sieć tramwajowa w Montpellier

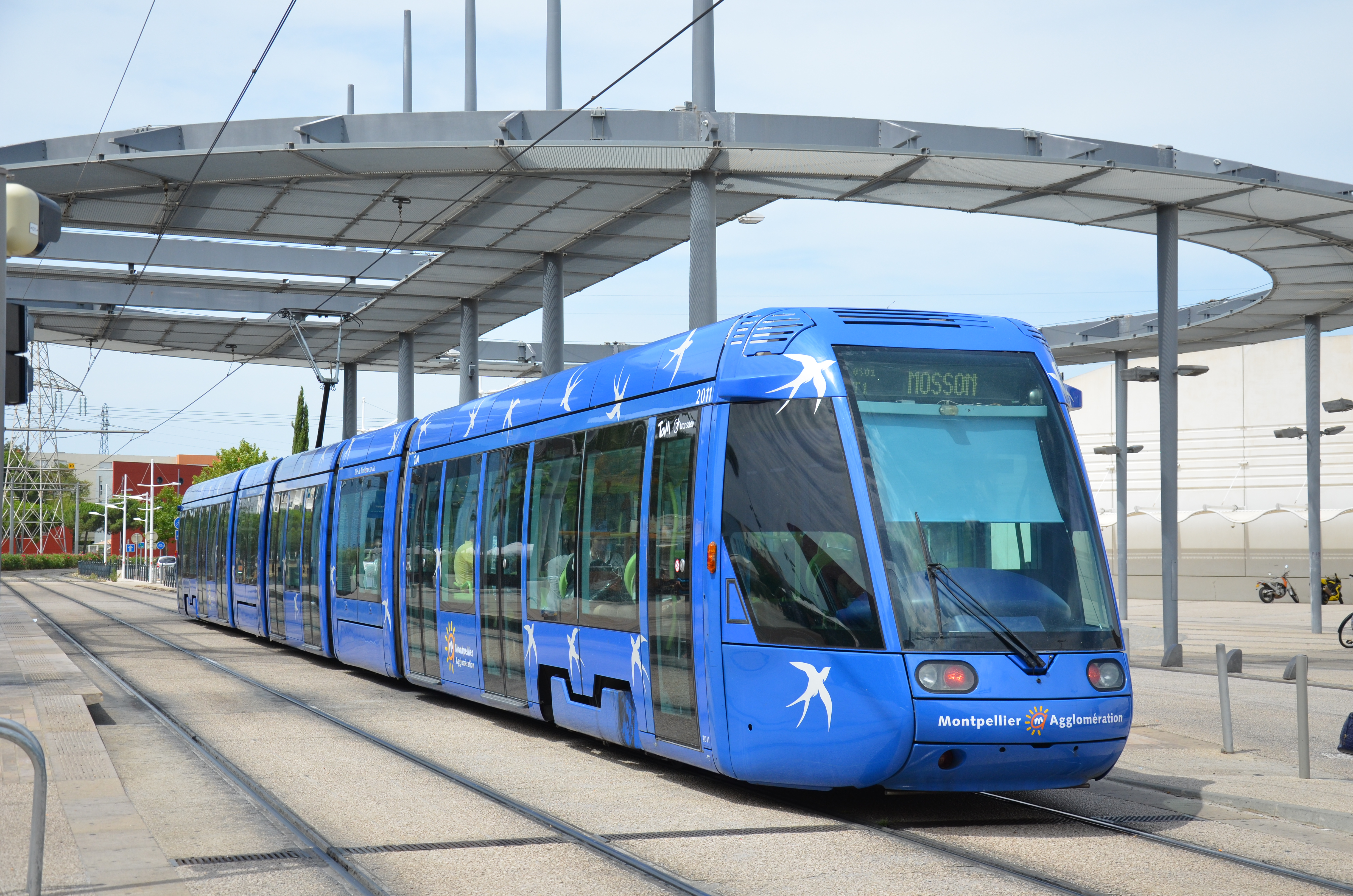
Tramwaj w Montpellier

Tramwaje w Montpellier - sieć tramwajowa w mieście Montpellier w departamencie Hérault we Francji. Jest to druga sieć tramwajowa w tym mieście, pierwsza działała w latach 1880-1949. Obecna sieć zainaugurowała działanie w 2000 roku.

## Historia
Pierwsza linia, tramwaj konny, była budowana w Montpellier w latach 1880 - 1883 z powodu złego stanu torów i koni. Następna została otwarta w roku 1897 a trzy lata później sieć liczyła już 5 linii. Najpoważniejszy wypadek podczas istnienia tej sieci miał miejsce 16 grudnia 1943: tramwaj nr 5 nie zachował odpowiedniej prędkości i wypadł z szyn, co przyniosło 7 ofiar śmiertelnych i 22 rannych. Ostatni tramwaj pożegnano 1 lutego 1949 a spółka RMT prowadziła odtąd wyłącznie komunikację autobusową.

## Obecna sieć
Pierwsze prace nad nową siecią rozpoczęły się na początku lat 90. XX wieku a pierwsza propozycja zakładała zbudowanie trzech linii tramwajowych.

## Linia 1
Pierwszą linię wybudowano pod koniec lat 90. a oddano do użytku 30 czerwca 2000 roku. Jej długość wynosiła 15,8 km, zawierała 28 przystanków i połączyła dzielnice Mosson i Odysseum, przebiegając przez centrum miasta. W roku 2005 dokonano rozbudowy linii o 500 m.

## Linia nr 2
Jej długość wynosi 19 km i obsługuje 33 przystanki. Inauguracyjny kurs miał miejsce 16 grudnia 2006 r. Jej nieoficjalna nazwa to la ligne fleurie (linia ukwiecona) a tramwaje pomalowane są w charakterystyczne kwiatki.